# Sapiens: Lược sử loài người
Sapiens: Lược sử loài người (tiếng Hebrew: קיצור תולדות האנושות, [Ḳitsur toldot ha-enoshut]) là một cuốn sách của Yuval Noah Harari xuất bản lần đầu bằng tiếng Do Thái ở Israel năm 2011, và bằng tiếng Anh vào năm 2014. Cuốn sách nói bao quát về lịch sử tiến hóa của loài người từ thời cổ xưa trong thời kỳ đồ đá cho đến thế kỷ XXI, tập trung vào loài Homo sapiens (Người Tinh Khôn). Được ghi chép lại với khuôn khổ được cung cấp bởi các ngành khoa học tự nhiên, đặc biệt là sinh học tiến hóa.
Cuốn sách đã nhận được nhiều ý kiến trái chiều từ đọc giả. Trong khi công chúng đón nhận cuốn sách với một phản ứng tích cực thì các học giả có chuyên môn về chủ đề liên quan đã kịch liệt phê phán cuốn sách này.

## Tóm tắt
Harari khảo sát  lịch sử của loài người từ sự tiến hóa của loài người cổ xưa trong Thời kỳ đồ đá cho đến thế kỷ XXI, tập trung vào Homo sapiens (Người Tinh Khôn). Ông chia lịch sử của Sapiens thành bốn phần chính:
1. Cách mạng nhận thức (khoảng 70.000 TCN, khi Sapiens phát triển trí tưởng tượng).
2. Cách mạng nông nghiệp (khoảng 10.000 TCN, sự phát triển của nông nghiệp).
3. Sự thống nhất của loài người (sự hợp nhất dần dần của các tổ chức chính trị của con người đối với một đế chế toàn cầu).
4. Cách mạng khoa học (khoảng 1500 CN, sự xuất hiện của khoa học).

Lập luận chính của Harari là Sapiens đã thống trị thế giới vì đây là loài động vật duy nhất có thể cộng tác linh hoạt với số lượng lớn. Ông lập luận rằng Sapiens chính là nguyên nhân dẫn đến sự tuyệt chủng của các loài người khác như người Neanderthal, cùng với nhiều loài động vật lớn khác. Và khả năng Sapiens cộng tác với số lượng lớn phát sinh từ một loại năng lực độc nhất của nó để tin vào những thứ tồn tại hoàn toàn trong trí tưởng tượng, các vị thần, quốc gia, tiền bạc và nhân quyền. Và ông còn lập luận rằng những niềm tin này làm phát sinh sự phân biệt đối xử về chủng tộc, giới tính hay chính trị. Harari tuyên bố rằng tất cả các hệ thống hợp tác của con người quy mô lớn bao gồm tôn giáo, tổ chức chính trị, thương mại và thể chế đều có sự xuất hiện của họ đối với năng lực nhận thức đặc biệt của Sapiens. Theo đó, Harari coi tiền là một hệ thống tin cậy lẫn nhau và xem các hệ thống chính trị và kinh tế ít nhiều đồng nhất với các tôn giáo.